# Walzenstuhl

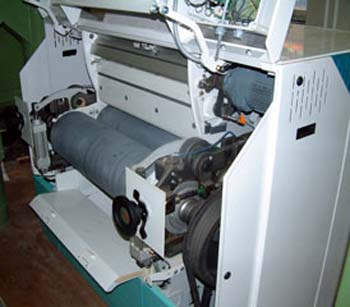
Moderner Walzenstuhl in einer Mehlmühle (Modell Newtronic der Firma Bühler)

Ein Walzenstuhl ist eine Zerkleinerungsmaschine (Mahlmühle), in der das Mahlgut zwischen rotierenden Walzen aufgebrochen und zerrieben wird. Diese Bauform der Mühle ist heute die verbreitetste in industriellen Getreidemühlen.
Abseits der Verwendung in Mühlen werden Walzenstühle beim Kalandrieren eingesetzt.

## Funktionsweise
Das Mahlen in der modernen Mühle umfasst zwei Verarbeitungsgänge, die sich mehrfach wiederholen: Zerkleinern und Sieben. Der Walzenstuhl verrichtet das Mahlen. Hierbei wird der Mehlkern in mehreren Arbeitsgängen schonend von den Schalenteilen gelöst. Das dabei entstehende Gemenge wird zur Trennung auf einen Plansichter geleitet. Die groben Teilchen, die noch nicht Mehl sind, werden mittels Pneumatik oder mechanischer Transportarten wieder auf den Walzenstuhl geleitet. Ein Durchgang durch Walzenstuhl und Plansichter wird Passage genannt. Beim Schroten werden die Körner durch Riffelwalzen aufgebrochen, beim Auflösen (durch Glattwalzen) die Mehl- und Schalenteile voneinander getrennt und beim Ausmahlen werden die letzten Mehlteilchen von der Schale abgelöst. Das Korn durchläuft acht bis zwölf Passagen, bevor das Mehl von der Schale gelöst ist.
In einem geschlossenen Gehäuse fällt das Getreide ins obere Ende des Walzenstuhls. Dort führt eine Speisewalze es unter Gewährleistung eines steten Volumenstroms dem Mahlspalt zu. Dieser bildet sich durch zwei horizontal oder diagonal angeordnete Walzen, die (wie Zahnräder) gegenläufig sind.
Der Müller hat hierbei verschiedene Einstellmöglichkeiten:
- Abstand zwischen den Walzen (Mahlspalt)
- Differenzialgeschwindigkeit (Voreilung bei Riffelwalzen 1:2,5 und bei Glattwalzen 1:1,25)
- Anzahl der Riffel
- Riffelwinkel (Drall)
- Stellung der Riffel zueinander (Rücken:Rücken, Rücken:Schneide, Schneide:Schneide, Schneide:Rücken)

Walzenstühle werden heute elektronisch gesteuert und überwacht.

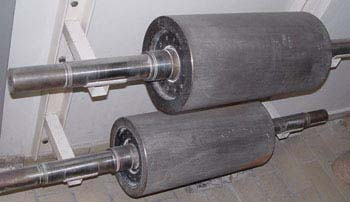
Riffelwalzen für einen Walzenstuhl
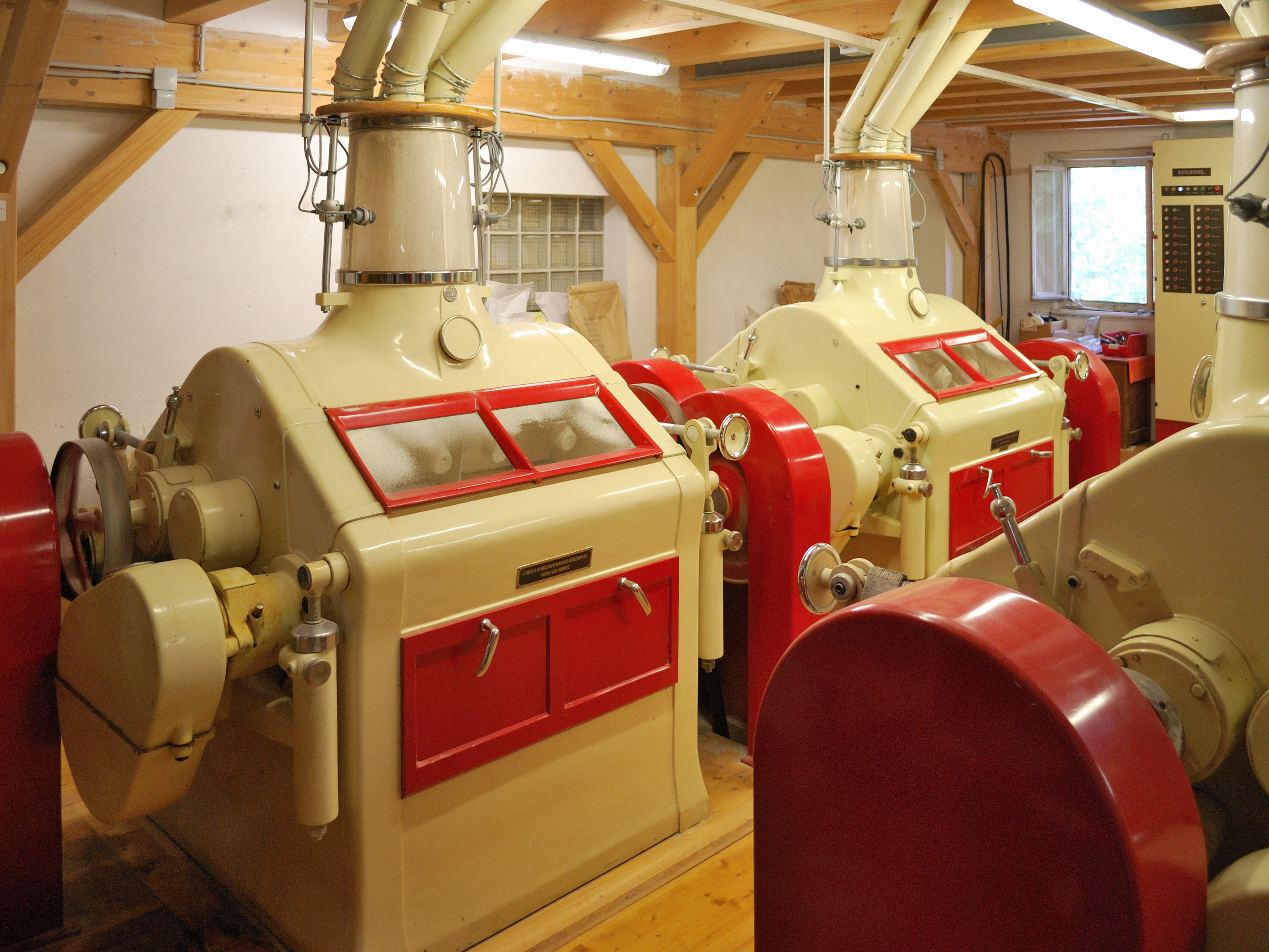
Walzenstühle in einer Getreidemühle
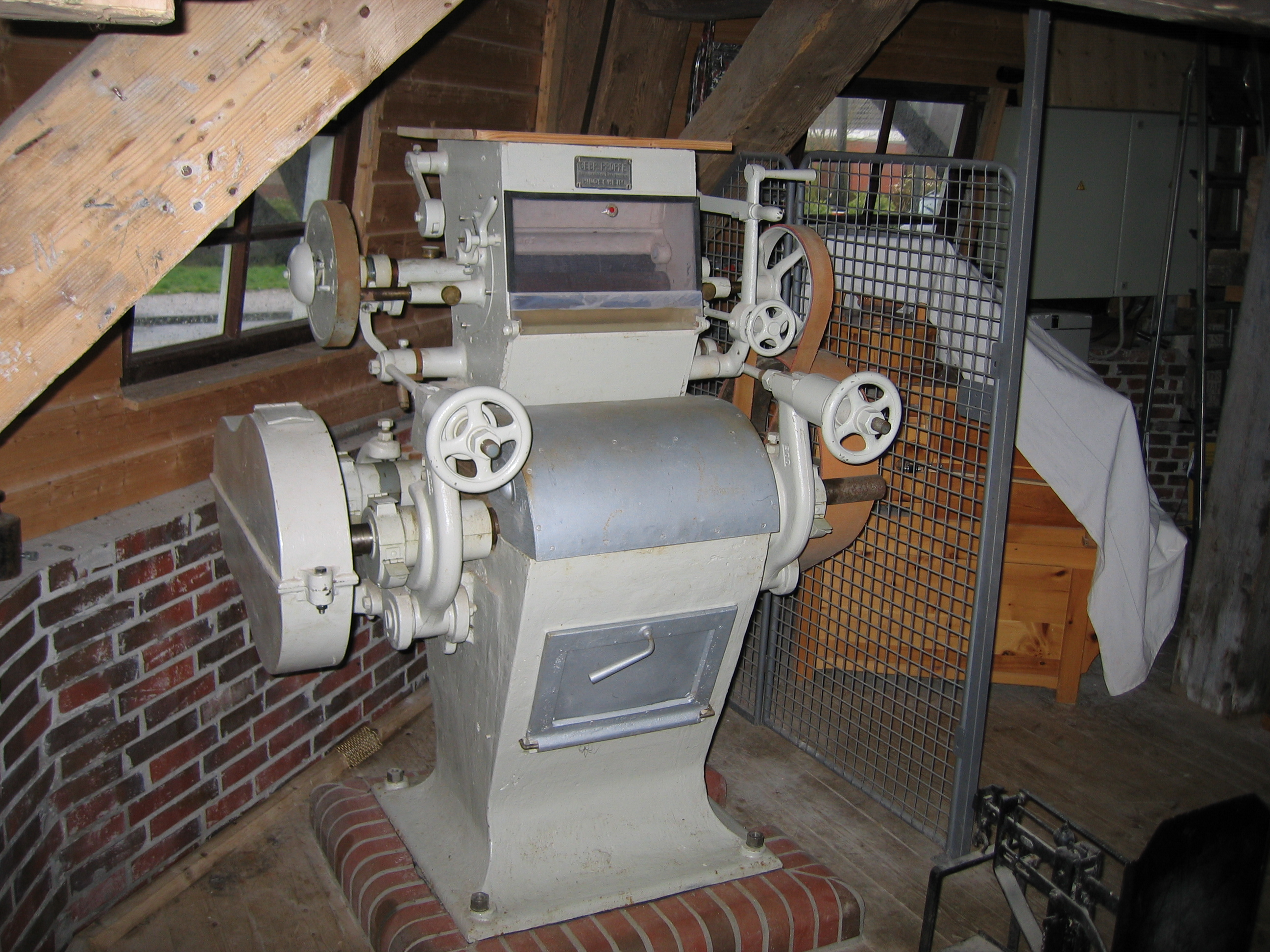
Historischer Walzenstuhl

## Speisung
In einem modernen Walzenstuhl wird die Geschwindigkeit der Speisewalze nach den Angaben eines Gewichtsfühlers im Vordepot geregelt.
In etwas älteren Versionen steuert eine Platte im Vordepot die Speisung, indem sie auf eine Mechanik wirkt. Hier wird die Drehzahl der Speisewalze mit einem Hebel durch den Müller festgelegt.
Die Drehzahl der Speisewalze und die Öffnung der Speisung ist sehr wichtig für die Vermahlung und die nachgeschalteten Maschinen, da diese bei zu hoher Beaufschlagung überlastet werden können.